# Another Page
Another Page – drugi album studyjny amerykańskiego wokalisty i gitarzysty Christophera Crossa, wydanego 31 stycznia 1983 przez wytwórnię Warner Bros. Records pod numerem katalogowym 1-23757 (USA). Płyta nie zdobyła takiego sukcesu komercyjnego jak wydany trzy lata wcześniej debiutancki album artysty. Według certyfikacji RIAA osiągnęła status tylko złotej płyty. Wydane na singlach utwory "All Right", ‘"Think of Laura" i "No Time for Talk" zajmowały wysokie pozycje na listach przebojów amerykańskich oraz europejskich.
Instrumentalna wersja utworu “No Time to Talk” opracowana przez producenta płyty Michaela Omartiana została wykorzystana w filmie American Anthem z roku 1986 w reżyserii Alberta Magnoli (m.in. Purple Rain, Tango i Cash).

## Spis utworów
Wszystkie utwory napisane przez Christophera Crossa oprócz "Deal 'Em Again", napisanego wspólnie z Michaelem Mabenem.
| A1. | "No Time for Talk"                                    | 4:22  |
|     |                                                       |       |
| A2. | "Baby Says No"                                        | 6:04  |
|     |                                                       |       |
| A3. | "What Am I Supposed to Believe" (Duet z Karlą Bonoff) | 4:22  |
|     |                                                       |       |
| A4. | "Deal 'Em Again"                                      | 3:10  |
|     |                                                       |       |
| A5. | "Think of Laura"                                      | 3:22  |
|     |                                                       |       |
| B1. | "All Right"                                           | 4:18  |
|     |                                                       |       |
| B2. | "Talking in My Sleep"                                 | 3:34  |
|     |                                                       |       |
| B3. | "Nature of the Game"                                  | 3:55  |
|     |                                                       |       |
| B4. | "Long World"                                          | 3:32  |
|     |                                                       |       |
| B5. | "Words of Wisdom"                                     | 5:52  |
|     |                                                       |       |
|     |                                                       | 42:31 |
|     |                                                       |       |

## Muzycy
- Christopher Cross – wokal, gitara
- Karla Bonoff – wokal
- Don Henley – wokal, chórki
- Art Garfunkel – wokal
- Michael McDonald – wokal
- J.D. Souther – wokal
- Carl Wilson – wokal
- Jay Graydon – gitara
- Steve Lukather – gitara
- Abraham Laboriel – gitara basowa
- Mike Porcaro – gitara basowa
- Andy Salmon – gitara basowa
- Steve Gadd – perkusja
- Jeff Porcaro – perkusja
- Tommy Taylor – perkusja
- Tom Scott – saksofon
- Ernie Watts – saksofon
- Assa Drori – syntezator
- Paulinho Da Costa – perkusja
- Lenny Castro – perkusja
- Rob Meurer – syntezator, instrumenty klawiszowe, instrumenty perkusyjne
- Michael Omartian – wokal, syntezator, instrumenty klawiszowe, instrumenty perkusyjne

## Produkcja
- Michael Omartian – producent, aranżer
- Chet Himes – inżynier dźwięku
- Rob Meurer – aranżer

## Pozycje na listach
| Lista 1983          | Pozycja |
| ------------------- | ------- |
| Lista amerykańska   | 11      |
| Lista brytyjska     | 4       |
| Lista niemiecka     | 2       |
| Lista holenderska   | 7       |
| Lista austriacka    | 18      |
| Lista norweska      | 7       |
| Lista nowozelandzka | 9       |
| Lista szwedzka      | 12      |

## Notowania singli
| Rok  | Singel            | Notowania                            | Poz. |
| ---- | ----------------- | ------------------------------------ | ---- |
| 1983 | "All Right"       | Lista amerykańska Billboard Hot 100  | 12   |
| 1983 | "All Right"       | Lista amerykańska Adult Contemporary | 3    |
| 1983 | "All Right"       | Lista belgijska                      | 15   |
| 1983 | "All Right"       | Lista brytyjska UK Top 40            | 51   |
| 1983 | "All Right"       | Lista holenderska                    | 15   |
| 1983 | "All Right"       | Lista niemiecka                      | 23   |
| 1983 | "All Right"       | Lista norweska                       | 5    |
| 1983 | "All Right"       | Lista nowozelandzka                  | 44   |
| 1983 | "All Right"       | Lista szwajcarska                    | 5    |
| 1983 | "NoTime for Talk" | Lista amerykańska Billboard Hot 100  | 33   |
| 1983 | "NoTime for Talk" | Lista amerykańska Adult Contemporary | 10   |
| 1983 | "Think of Laura"  | Lista amerykańska Billboard Hot 100  | 9    |
| 1983 | "Think of Laura"  | Lista amerykańska Adult Contemporary | 1    |

## Certyfikaty
| Kraj                  | Certyfikacja    | Sprzedaż |
| --------------------- | --------------- | -------- |
| USA (RIAA)            | 1 x złota płyta |          |
| Wielka Brytania (BPI) | 1 x złota płyta |          |